# Felipe del Mestre
Felipe del Mestre (Buenos Aires, 25 de setembro de 1993) é um jogador de rugby sevens argentino.

## Carreira
Felipe del Mestre integrou Seleção Argentina de Rugby Sevens nos Jogos Olímpicos de Verão de 2020 em Tóquio, quando conquistou a medalha de bronze após derrotar a equipe britânica por 17–12.